# Bolbitis heudelotii
Bolbitis heudelotii là một loài thực vật có mạch trong họ Lomariopsidaceae. Loài này được (Bory ex Fée) Alston mô tả khoa học đầu tiên năm 1934.